# Amalia di Jülich-Kleve-Berg

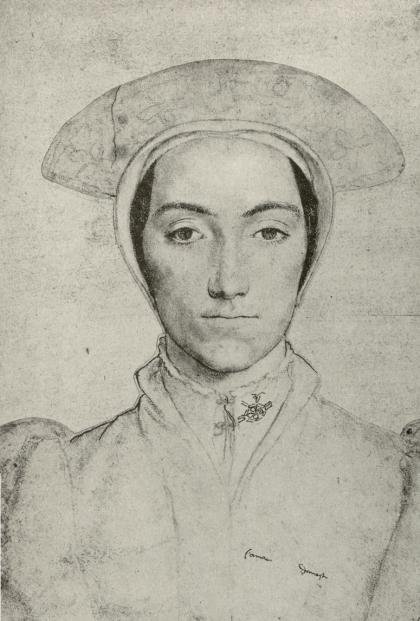
Amalia di Jülich-Kleve-Berg.

Amalia di Jülich-Kleve-Berg (1517 – 1586) è stata una principessa tedesca originaria del Ducato di Jülich-Kleve-Berg.

## Biografia
Era figlia di Giovanni III di Kleve, duca di Jülich-Kleve-Berg, e di Maria di Jülich e Berg.
Dopo la morte della terza moglie Jane Seymour, a Enrico VIII d'Inghilterra venne proposto di sposare una principessa tedesca del casato di Cleves. Furono prese in considerazione Amalia e la sorella Anna. Al pittore Hans Holbein venne commissionato di ritrarre le due sorelle. I dipinti vennero mostrati al re che scelse, quindi, tra le due Anna.
Successivamente la famiglia di Amalia tentò di accasarla con un membro della dinastia Baden ma il progetto matrimoniale non si concluse.
Amalia fu autrice di un libro di canzoni che è attualmente conservato nella biblioteca nazionale tedesca a Berlino; alcune copie si trovano nella biblioteca pubblica di Francoforte e nella biblioteca universitaria di Francoforte.

## Ascendenza
|                             |                        |                             | Genitori                           |  |  | Nonni |  |  | Bisnonni            |  |  | Trisnonni         |  |
|                             |                        |                             |                                    |  |  |       |  |  | Giovanni I di Kleve |  |  | Adolfo I di Kleve |  |
|                             |                        |                             |                                    |  |  |       |  |  | Giovanni I di Kleve |  |  | Adolfo I di Kleve |  |
|                             |                        | Maria di Borgogna           |                                    |  |  |       |  |  | Giovanni I di Kleve |  |  |                   |  |
| Giovanni II di Kleve        |                        |                             |                                    |  |  |       |  |  | Giovanni I di Kleve |  |  |                   |  |
|                             |                        | Elisabetta di Nevers        | Giovanni II di Nevers              |  |  |       |  |  |                     |  |  |                   |  |
|                             |                        | Elisabetta di Nevers        | Giovanni II di Nevers              |  |  |       |  |  |                     |  |  |                   |  |
|                             |                        | Elisabetta di Nevers        | Jacqueline d'Ailly                 |  |  |       |  |  |                     |  |  |                   |  |
| Giovanni III di Kleve       |                        | Elisabetta di Nevers        |                                    |  |  |       |  |  |                     |  |  |                   |  |
|                             |                        | Enrico III d'Assia          | Ludovico I d'Assia                 |  |  |       |  |  |                     |  |  |                   |  |
|                             |                        | Enrico III d'Assia          | Ludovico I d'Assia                 |  |  |       |  |  |                     |  |  |                   |  |
|                             |                        | Enrico III d'Assia          | Anna di Sassonia                   |  |  |       |  |  |                     |  |  |                   |  |
| Matilde d'Assia             |                        | Enrico III d'Assia          |                                    |  |  |       |  |  |                     |  |  |                   |  |
|                             |                        | Anna II di Katzenelnbogen   | Filippo I di Katzenelnbogen        |  |  |       |  |  |                     |  |  |                   |  |
|                             |                        | Anna II di Katzenelnbogen   | Filippo I di Katzenelnbogen        |  |  |       |  |  |                     |  |  |                   |  |
|                             |                        | Anna II di Katzenelnbogen   | Anna di Württemberg                |  |  |       |  |  |                     |  |  |                   |  |
| Amalia di Jülich-Kleve-Berg |                        | Anna II di Katzenelnbogen   |                                    |  |  |       |  |  |                     |  |  |                   |  |
|                             | Gerardo di Jülich-Berg | Guglielmo di Jülich         |                                    |  |  |       |  |  |                     |  |  |                   |  |
|                             | Gerardo di Jülich-Berg | Guglielmo di Jülich         |                                    |  |  |       |  |  |                     |  |  |                   |  |
|                             | Gerardo di Jülich-Berg | Adelaide di Tecklenburg     |                                    |  |  |       |  |  |                     |  |  |                   |  |
| Guglielmo di Jülich-Berg    | Gerardo di Jülich-Berg |                             |                                    |  |  |       |  |  |                     |  |  |                   |  |
|                             |                        | Sofia di Sassonia-Lauenburg | Bernardo III di Sassonia-Lauenburg |  |  |       |  |  |                     |  |  |                   |  |
|                             |                        | Sofia di Sassonia-Lauenburg | Bernardo III di Sassonia-Lauenburg |  |  |       |  |  |                     |  |  |                   |  |
|                             |                        | Sofia di Sassonia-Lauenburg | Adelaide di Pomerania-Stolp        |  |  |       |  |  |                     |  |  |                   |  |
| Maria di Jülich-Berg        |                        | Sofia di Sassonia-Lauenburg |                                    |  |  |       |  |  |                     |  |  |                   |  |
|                             |                        | Alberto III di Brandeburgo  | Federico I di Brandeburgo          |  |  |       |  |  |                     |  |  |                   |  |
|                             |                        | Alberto III di Brandeburgo  | Federico I di Brandeburgo          |  |  |       |  |  |                     |  |  |                   |  |
|                             |                        | Alberto III di Brandeburgo  | Elisabetta di Baviera-Landshut     |  |  |       |  |  |                     |  |  |                   |  |
| Sibilla di Hohenzollern     |                        | Alberto III di Brandeburgo  |                                    |  |  |       |  |  |                     |  |  |                   |  |
|                             |                        | Anna di Sassonia            | Federico II di Sassonia            |  |  |       |  |  |                     |  |  |                   |  |
|                             |                        | Anna di Sassonia            | Federico II di Sassonia            |  |  |       |  |  |                     |  |  |                   |  |
|                             |                        | Anna di Sassonia            | Margherita d'Austria               |  |  |       |  |  |                     |  |  |                   |  |
|                             |                        | Anna di Sassonia            |                                    |  |  |       |  |  |                     |  |  |                   |  |